# 오자경
오자경(吳子慶, 1414년 ~ 1478년)은 조선의 무신이다. 본관은 보성(寶城). 자(字)는 길보(吉甫)이다. 적개공신(敵愾功臣)으로 보산군(寶山君)에 봉군되고, 평안중도절도사(平安中道節度使)에 이르렀다. 시호는 양무(襄武)이다.

## 생애
기운이 뛰어나고 활쏘기와 말타기를 잘하여 1454년(단종(端宗) 2년)에 무과(武科)에 합격하고 내금위(內禁衛)에 속하였다가 재주와 무예(武藝)에 능하여 북방군관(北方軍官)이 되었다.
1455년 세조(世祖)의 즉위를 도와 좌익원종공신(佐翼原從功臣) 2등에 책록되었다.
1461년(세조 7) 첨지중추원사(僉知中樞院事)로 발탁되고, 함길도 진무(咸吉道鎭撫)와 경원부사(慶源府使)를 역임하였다.
1466년(세조 12년)에 무과 중시(重試)에 합격하여 가선대부(嘉善大夫)에 오르고, 또 등준시(登俊試)에 합격하여 가정대부(嘉靖大夫)에 올랐다.
1467년 이시애(李施愛)의 난을 토벌하는 데 공을 세워 정충 적개공신(精忠敵愾功臣) 3등에 책록되고 보산군(寶山君)에 봉해졌다.
1469년(예종 1) 평안중도 절도사(平安中道節度使)로 나갔다. 1473년 전주(全州)에 유배(流配)되었다가 1475년에 소환되어 직첩을 돌려받고, 다시 보산군(君)에 봉해졌다.
1478년 나이 65세로 졸하였다. 시호(諡號)는 양무(襄武)인데, 무예로 공로가 있음이 양(襄)이고 성품이 강하고 이치에 곧음이 무(武)이다.

## 가족
아들 오순(吳純)은 1498년(연산군 4년) 공조참판(工曹參判)에 이르렀고, 장손인 오찬(吳澯)은 가선대부에 올랐다.

## 묘소
충청남도 천안시 동남구 광덕면 보산원리에 오자경의 묘소가 있다.